# Flughafen Neapel

i7
i11
i13
Der Flughafen Neapel (italienisch Aeroporto di Napoli-Capodichino; IATA-Code: NAP, ICAO-Code: LIRN) ist ein italienischer Flughafen in Neapel und einer der wichtigsten Flughäfen Süditaliens.

## Lage und Verkehrsanbindung
Der Flughafen liegt im Stadtgebiet von Neapel, sieben Kilometer nordöstlich der Stadtmitte. Er hat Anschluss an die Autobahntangente A56, über die alle Stadtteile gut erreichbar sind, und die Autobahn A1 nach Rom. In die Innenstadt und einige umliegende Städte wie Caserta, Avellino, Benevento, Sorrent und Salerno gibt es etliche Busverbindungen. In die Innenstadt verkehrt der Alibus der neapolitanischen Verkehrsbetriebe ANM. Neben dem Halt am Flughafen halten die Busse am Piazza Garibaldi vor dem Hauptbahnhof und am Hafen. Darüber hinaus halten auch die städtischen Buslinien 180 und C68 am Flughafen. Ein Anschluss an die Linien 1 und 11 der U-Bahn ist in Bau.

## Flughafenanlagen
Der Flughafen hat eine rund 2600 Meter lange Start- und Landebahn mit nordöstlicher Ausrichtung (06/24). Ein relativ kleiner Bereich im Südwesten des Flughafengeländes steht der kommerziellen und allgemeinen Luftfahrt zur Verfügung. Neben dem modernisierten Passagierterminal befinden sich östlich Einrichtungen eines Luftfahrzeug-Instandhaltungsunternehmens und danach ein von der United States Navy genutzter militärischer Teil. Nordwestlich der Piste befinden sich in einem ehemals militärischen Bereich Einrichtungen der Luftfahrtindustrie.

## Geschichte

### Militärflugplatz
Der Flughafen wurde im Jahr 1910 auf dem damaligen Marsfeld von Capodichino als Militärflugplatz errichtet und bis 1939 vorwiegend zu Ausbildungszwecken genutzt. Im Zweiten Weltkrieg war er Standort verschiedener italienischer, deutscher und alliierter Staffeln und Verbände. Nach dem Wiederaufbau stationierte die italienische Luftwaffe in Capodichino von 1948 bis 1956 ein Jagdgeschwader und danach bis 1973 eine Staffel Seeaufklärer. Sie nutzt den Flughafen als Instandhaltungs- und Logistikstützpunkt bis heute.
Seit 1951 sind die US-Marine und die NATO bedeutende Nutzer des Flughafens Neapel. 1951 wurde in Neapel das NATO-Kommando Allied Forces Southern Europe (heute JFC Naples) aufgestellt, 1967 kam die 6. US-Flotte von Villefranche-sur-Mer nach Gaeta und Neapel, 2005 verlegte man das US-Kommando United States Naval Forces Europe von London auf den Flughafen Neapel.

### Ziviler Flughafen

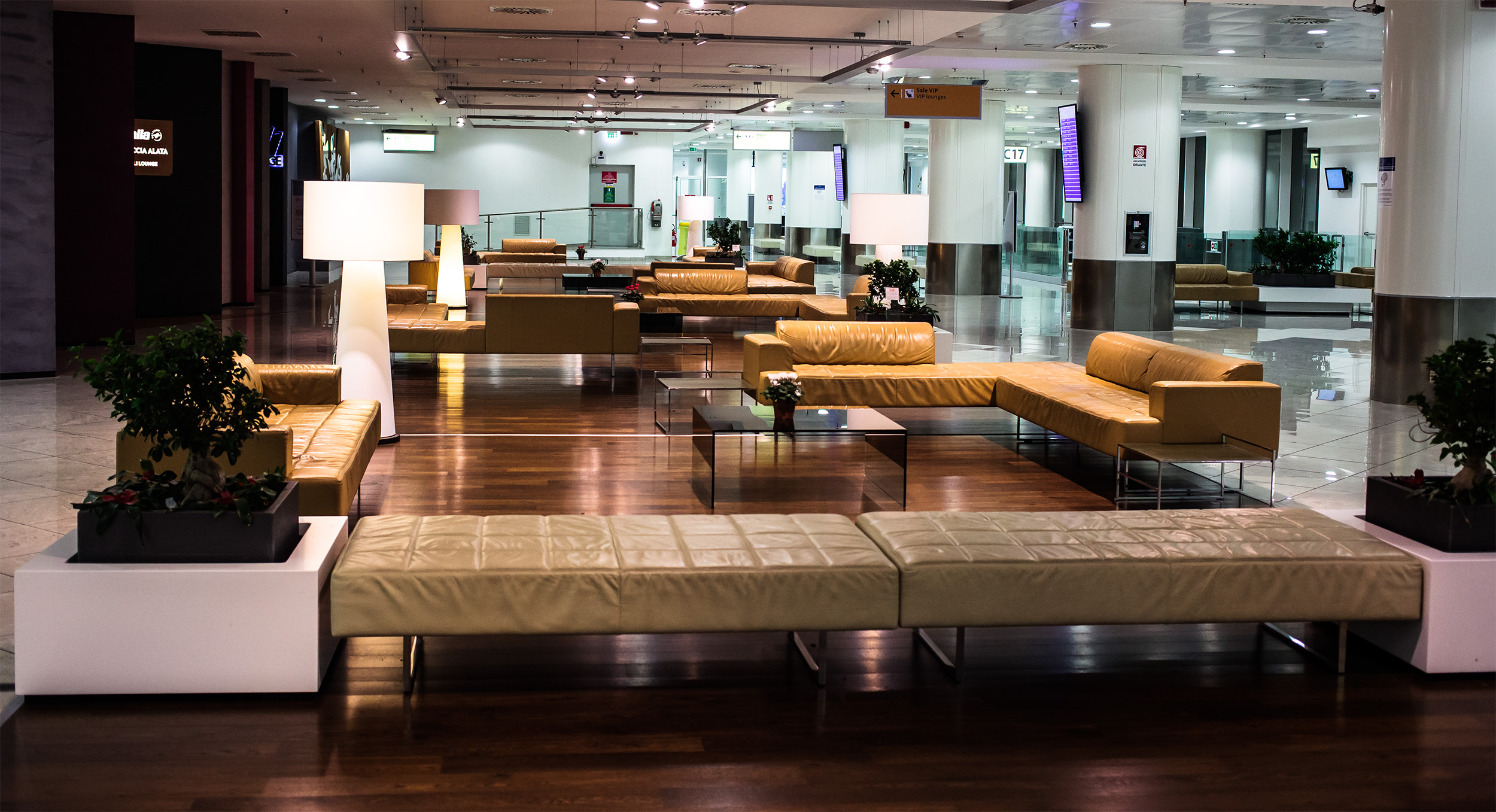
Im Terminal

Im Jahr 1950 öffnete man den Flughafen für den zivilen und kommerziellen Luftverkehr. In dem relativ kleinen Bereich für die zivile Luftfahrt entstand Anfang der 1950er Jahre ein Abfertigungsgebäude für kommerzielle Flüge. Von 1959 bis 1971 hatte auf dem Flughafen die Fluggesellschaft Elivie ihren Sitz. Mit ihren Hubschraubern bot sie insbesondere Flüge nach Capri, Ischia und zur Amalfiküste an. Von 1963 bis 1994 war Capodichino Heimatflughafen der Inlandsfluggesellschaft und Alitalia-Tochter Aero Trasporti Italiani (ATI).
1980 übernahm die Flughafengesellschaft GESAC den zivilen Teil des Flughafens. Anteilseigner waren seinerzeit die Stadt und die Provinz Neapel sowie die Alitalia. 1997 wurde die GESAC als erste italienische Flughafengesellschaft privatisiert. 70 Prozent gingen an die britische BAA Limited, die wesentlichen Anteil an der Verbesserung der Infrastruktur und der Dienstleistungen des Flughafens hatte. 2003 erhielt GESAC eine vierzigjährige Konzession für den Betrieb des Flughafens. Im Oktober 2010 erwarb der italienische Investmentfonds F2I die Mehrheit an GESAC. Von Neapel lassen sich, Stand 2019, 106 Ziele anfliegen, darunter 14 nationale, 90 internationale und zwei interkontinentale Ziele. Die Ziele werden von 43 Fluggesellschaften darunter Airlines wie ITA Airways, Ryanair, Eurowings, Flydubai, Aeroflot, Turkish Airlines, S7 Airlines, Air Malta, Volotea, Air France, Easy Jet, British Airways und Joon bedient. Die maximale Anzahl an Flugbewegungen wurde von der ENAC auf 84.500 beschränkt.

### Werksflugplatz
1968 wurde der bei Neapel gelegene Militär- und Werksflugplatz Pomigliano d’Arco geschlossen. Der dort tätige Flugzeughersteller Aerfer schloss sich 1969 mit Fiat Aviazione und Salmoiraghi zu dem neuen Luftfahrtkonzern Aeritalia zusammen, aus dem dann 1990 Alenia Aeronautica entstand (heute Leonardo). Aeritalia/Alenia beließ die Herstellung von Flugzeugkomponenten in Pomigliano, nutzte aber als neuen Werksflugplatz Capodichino. Das auf dem Südteil des Flughafens ansässige Instandhaltungsunternehmen Atitech übernahm 2015 auch die Einrichtungen auf dem Nordteil.

## Ausbau
In der fast sechs Millionen Einwohner zählenden Region Kampanien war Neapel-Capodichino bis 2024 der einzige Verkehrsflughafen. Ein weiterer Ausbau ist aus städtebaulichen Gründen kaum mehr möglich. Die westlichen und nördlichen Stadtteile liegen in der südwestlichen Einflugschneise, kurz vor der Landeschwelle 06 befindet sich auf einem Hügel das bekannte Museo di Capodimonte. Die theoretisch mögliche Umgestaltung und kommerzielle Nutzung des Nord- und des Ostteils des Flughafens würde wegen der Zunahme des Flugverkehrs die Lärm- und Umweltbelastung im Stadtgebiet erheblich erhöhen. Daher hat 2024 der etwa 50 km südöstlich, nahe der Amalfiküste gelegene Flughafen Salerno nach Verlängerung der dortigen Start- und Landebahn einen Teil des kommerziellen Flugverkehrs in Kampanien übernommen und damit Neapel-Capodichino etwas entlastet. Pläne, den nordwestlich von Neapel gelegenen Militärflugplatz Grazzanise zum neuen Verkehrsflughafen Neapels auszubauen, wurden 2013 aufgegeben.

## Verkehrszahlen
| Jahr | Fluggastaufkommen | Luftfracht (Tonnen) (mit Luftpost) | Flugbewegungen |
| ---- | ----------------- | ---------------------------------- | -------------- |
| 2019 | 10.860.068        | 11.750                             | 82.577         |
| 2018 | 9.932.029         | 11.691                             | 79.722         |
| 2017 | 8.577.507         | 11.069                             | 75.013         |
| 2016 | 6.775.988         | 10.724                             | 63.935         |
| 2015 | 6.163.188         | 10.728                             | 60.261         |
| 2014 | 5.960.035         | 9.950                              | 58.681         |
| 2013 | 5.444.422         | 7.515                              | 55.940         |
| 2012 | 5.801.836         | 5.282                              | 61.113         |
| 2011 | 5.768.873         | 4.948                              | 62.878         |
| 2010 | 5.584.114         | 5.326                              | 63.564         |
| 2009 | 5.322.161         | 5.655                              | 64.032         |
| 2008 | 5.642.267         | 5.800                              | 68.548         |
| 2007 | 5.775.838         | 7.863                              | 72.330         |
| 2006 | 5.095.969         | 8.353                              | 61.708         |
| 2005 | 4.588.695         | 7.608                              | 58.002         |
| 2004 | 4.632.388         | 7.617                              | 59.962         |
| 2003 | 4.587.163         | 8.174                              | 65.016         |
| 2002 | 4.132.874         | 9.759                              | 63.690         |
| 2001 | 4.003.001         | 9.470                              | 60.916         |
| 2000 | 4.136.508         | 7.440                              | 62.494         |

## Zwischenfälle
- Am 5. Februar 1945 verschwand eine Douglas DC-3/C-47A-10-DK der United States Army Air Forces (USAAF) (Luftfahrzeugkennzeichen 42-92707) auf einem Trainingsflug in der Nähe von Neapel. Die Maschine war auf dem temporären Flugplatz Tarquinia gestartet und sollte auf dem Flughafen Neapel landen. Alle 11 Insassen, sechs Besatzungsmitglieder und 5 Passagiere, kamen ums Leben.[14]

- Am 15. Februar 1958 wurde eine Douglas DC-3/VC-47A der United States Air Force (USAF) (42-93817) in einer Höhe von 6500 Fuß (1980 Metern) in den Vesuv geflogen. Die Maschine war auf dem Weg von der Ramstein Air Base (Rheinland-Pfalz) nach Istanbul und kollidierte nach einer Zwischenlandung auf dem Flughafen Neapel mit dem Vulkan. Bei diesem CFIT (Controlled flight into terrain) wurden alle 16 Insassen getötet, sechs Besatzungsmitglieder und 10 Passagiere.[15]

- Am 28. März 1964 wurde eine Vickers Viscount 785D der Alitalia (I-LAKE) auf dem Weg von Rom im Anflug auf den Flughafen Neapel in den Berg Monte Somma geflogen (CFIT, Controlled flight into terrain). Alle 45 Insassen wurden getötet.[16]